# 로스 패터슨
로스 패터슨(Ross Patterson, 1977년 2월 25일 ~ )은 미국의 배우이다.
피오리아에서 태어났다.

## 영화
- 레인지 15 (2016년)
- $50K 앤 콜걸 : 러브 스토리 (2014년)
- FDR: 아메리칸 배대스 (2012년)
- Poolboy: Drowning Out the Fury (2011) - 세인트 제임스 역
- 스크루볼 (2010년) - 테드 화이트필드 역
- 합격! (2006년)
- 다윈어워드 (2006년)
- 칼라 (2005년)
- 하우스 오브 더 데드 2 (2005년)
- 2번 레인의 기적 (2000년)